# Honitonspets
Honitonspets, knypplade spetsar med icke-kontinuerliga trådar i mindre mönsterpartier, som sedan sammanfogas med, eller appliceras på tyll- eller drochelbotten. Honitonspetsen är inte helt olik brysselspetsen, skillnaden ligger huvudsakligen i valet av motiv vilka hos honitonspets utgörs av typiskt engelska motiv såsom rosor, klöver och tistlar. 
Namnet kommer från den engelska marknadsstaden Honiton varifrån spetsarna sändes till London, själva tillverkningen skedde dock på många olika platser. Spetstypen har gått från att vara en typisk applikationsspets till att användas som självständig dekoration.